# Arkitekturmaleri
 Denne artikel bør gennemlæses af en person med fagkendskab for at sikre den faglige korrekthed.

Arkitekturmaleri er en retning inden for malerkunsten, der har arkitekturen til genstand; ifølge sit emne fremstiller det snart bygningens indre rum og interiøret, snart dennes ydre fremtræden og kommer ved gengivelsen af større bygningskomplekser, bydele lignende landskabsmaleriet nær. Da det for arkitekturmaleri særlig gælder om at anskueliggøre det arkitektoniske værk ikke blot ved pålidelig opfattelse af dets stil og karakter, men også ved klar fremstilling af dets rumlige udfoldning, kommer perspektivet til at spille en stor rolle i denne kunstgren, linje- såvel som luftperspektiv. En livfuld staffage vil ofte kunne gøre sit til, at billedet ikke fremtræder som et skematisk, tørt arkitektonisk rids, hvad der strider mod arkitekturmaleris maleriske formål.

## Arkitekturmaleriets tidlige udvikling
Medens arkitekturmaleri først fremtræder som fuldt udviklet, selvstændig kunstgren i 1500-tallet, findes det langt tidligere som dekorativt led, således i den antikke kunst, hvad de pompejanske vægmalerier bærer vidne om. I middelalderen underordner det sig det religiøse maleri, tjener som baggrund for dettes fremstillinger, og synes at tage sine emner mindre fra den omgivende virkelighed end fra datidens teaterscener.
Efterhånden træder det under kunstens udvikling mere og mere frem med krav på særlig opmærksomhed, hvilket blandt andet skyldes den omstændighed, at malerne tillige ofte er bygmestre. Under den gryende renæssance tager det derfor også, inden for den skranke, som dets tjenerforhold til det religiøse og historiske billede medfører, et betydeligt opsving. Flere malere fra perioden, som bl.a. Paolo Uccello, Piero della Francesca, Melozzo da Forli og Benozzo Gozzoli studerede perspektivet og benyttede det i vid udstrækning i deres malerier. Andrea Mantegna malede flere arkitektoniske perspektiver i Padova. Albertis  og Leonardo da Vincis geometriske studier og maleriske virksomhed udviklede genren yderligere. Under Rafael (sammenlign arkitekturen i Pietro Peruginos og Rafaels Trolovelsen; Skolen i Athen) og venetianerne nåede arkitekturmaleri ifølge flere sit kulminationspunkt som ornamentalt led, hvad malerisk pragt og skønhed angår.

### Dekorationsmaleri
En sidegren af arkitekturmaleri er det illuderende dekorationsmaleri, der maler bygningsværk hen over murflader, kupler etc. og gennembryder disse med en øjeforblændende skinarkitektur. Kendte kunstnere inden for denne undergenrer tæller Andrea Mantegna, Melozzo, Antonio da Correggio, Pozzo (sikkert Andrea Pozzo) og Giovanni Battista Tiepolo. Fra denne gren stammer den yderligere undergenre atter teatermaleriet ud.

## 1400- til 1700-tallet
Det er imidlertid i det nordlige Europa, at det egentlig arkitekturmaleri er opstået. Brødrene Hubert og Jan van Eyck fra 1400-tallet skabte i deres billeder med dybt kendskab til perspektivet og grundig forståelse af arkitekturens love der rumligt omslutter figuren.
I Tyskland nærmer Albrecht Altdorfer sig det virkelige arkitekturmaleri, og endelig i 1500-tallet århundrede i Nederlandene løsner det sig ud af sit oprindelige underordnelsesforhold og fremtræder som selvstændig genre. Det blev særlig den gotiske kirke, under den reformerte bevægelse berøvet sin pragt, nøgen, med hvide hvælvinger, der blev emnet for de nederlandske arkitekturmalere; spillet af lys og skygge i det store rum, brydningen af murenes enstonige hvide, blev derfor naturlig disse kunstneres formål og skaffede dem ofte maleriske triumfer. Til de ældste i denne kreds af nederlandske arkitekturmalere hører Jan Vredeman de Vries (formentlig Hans Vredeman de Vries) (født i Leuwarden) og hans elev Hendrick van Steenwyck den ældre; dennes elever, sønnen Hendrick van Steenwyck den yngre og Pieter Neefs den ældre, var begge dygtige perspektivmalere; betydeligere er dog Hendrick Cornelisz van Vliet, der med utrættelig interesse atter og atter maler Delfts gamle kirke (gode billeder af ham i København i Moltkes Galleri og i privat eje); samme sujet (emne, stof, motiv, næsten kun: for kunstnerisk behandling, opslag i ODS) benytter ofte den dygtige Emanuel de Witte. Foruden disse kunstnere (som ofte fik hjælp til staffagen af betydelige figurmalere) kan eksempelvis nævnes: Isaac van Nikkelen og Gerrit Hoeckgeest, der er godt repræsenterede i København, samt Pieter Neeffs den yngre og Anthonie de Lorme; Pieter Saenredam, Jan Abrahamsz Beerstraaten og Jan van der Heyden har de hollandske byer og torve, kanalerne og Gracht'erne til deres yndlingsemne. – I Syden emanciperer arkitekturmaleri sig først ret i 18. århundrede; her fremtræder de to venetianere Giovanni Antonio Canal og hans elev Bernardo Bellotto, begge kendt som "Canaletto", med fortræffelige prospekter fra deres fødeby (en stor suite billeder fra Dresden med omegn af Canaletto) og får snart talrige efterlignere, således i Rusland Fedor Alekseev, kaldet "den russiske Canaletto".

## 1800-tallet
Det 19. århundredes kunst har mange dygtige arkitekturmalere. I Tyskland vækker Karl Friedrich Schinkel interesse for arkitekturmaleri, han udfører selv en del interiører fra Peterskirken, Milano Domkirke med mere og højner teater-dekorations-maleriets niveau. Også Domenico Quaglio den yngres virksomhed bliver banebrydende for det tyske arkitekturmaleri. Gottfried Pulian virker i Düsseldorf, Max Emanuel Ainmiller i München, Rudolf von Alt i Wien og så fremdeles. – Den davidske  skole fostrer adskillige arkitekturmalere i Frankrig; Jean Auguste Dominique Ingres er engang imellem inde på arkitekturmaleris område; størst berømmelse opnår dog François Marius Granet, hvis interiører fra Colosseum og underkirken i Assisi findes i Louvre. – I England leverer vandfarvemalerne et betydeligt kontingent til arkitekturmalernes gruppe. Bekendte navne er Samuel Prout, J.M.W. Turner, Frederick Goodall, David Roberts og så fremdeles. Ansete arkitekturmalere i Sverige er Per Emanuel Limnell, Gustaf Wilhelm Palm, der især arbejder med italiensk arkitektur, og Fredrik Wilhelm Scholander som på sine mange rejser fandt rigt stof til virkningsfulde akvareller. Carl Axel Hampus Axelson henter motiver fra Sydeuropa og Nordafrika. – I Norge vandt bl.a. Vincent Stoltenberg Lerche sig et navn ved sine interiører, der ofte står på grænsen af genremaleriet.

## Dansk arkitekturmaleri
Det danske arkitekturmaleri fik gode livsbetingelser under den Eckersbergske æra med dens kraftige betoning af sikker formgivning og grundig kendskab til perspektivlæren i forbindelse med trofast naturiagttagelse; Høyens varme interesse for bygningskunsten og dennes forskellige historiske former måtte også virke befrugtende. Eckersberg selv har malet arkitekturbilleder, Martinus Rørbye gik i hans fodspor. Inden for kunstnerkredsen er det ofte ikke-fagmænd, der er nåede højest; udmærkede prøver på arkitekturmaleri skyldes således Jørgen Roed (f.eks. Gården i Bargello, Frederiksborg Slot), Constantin Hansen (Templet i Pæstum) og Christen Købke (Århus Domkirke m. m.); Joakim Skovgaard og Kristian Zahrtmann har leveret dygtige arbejder fra Parthenon. Blandt de egentlige arkitekturmalere må nævnes Heinrich Hansen, der har opnået stor popularitet ved malerier (mest "hollandsk renæssance"), som bl.a. med bravur og skuffende lighed gengiver accessorier, som blanke gulve, strålende marmor etc. Stilling har malet en mængde akvareller med interessante emner, hentede rundt om fra Europas bygningskunst. Endvidere skal nævnes Joseph Theodor Hansen, der særlig dvæler ved Venedigs arkitektur, og blandt flere andre Niels Bredal, Peter Kornbeck, August Fischer, Adolf Hansen, Christian Vilhelm Nielsen og Carl Christian Andersen. Karl Jensen er nået højt i malerisk virkning og god linjeføring i billeder fra Rosenborg, kirkeinteriører fra Helsingør og Lübeck med mere. Andre kendte navne er Tom Petersen, Johan Rohde, Gustav Vilhelm Blom, Malthe Engelsted, Vilhelm Hammershøi og Svend Hammershøi, Carl Martin Soya-Jensen, Charlotte Frimodt, Erick Struckmann, Marie Henriques, Augusta Thejll Clemmensen med flere.